# 재첩국
재첩국은 한국 요리에서 민물조개인 재첩으로 만든 맑은국으로, 경상도 지방의 토속음식이며, 해장국으로도 손색이 없다.
재첩은 낙동강 하류, 김해, 명지, 엄궁, 하단 지역 주위의 강가와 부산의 수영강 인근과 섬진강 부근에서 채취되는데, 특히 섬진강 재첩이 유명하다. 재첩국은 토감한 재첩에 6~ 7 센티미터로 자른 부추와 파를 넣고, 다진 마늘을 넣어 끓여 만든다. 소금으로 간을 하며 시원하고 깔끔한 맛으로 해장국으로 사랑받는다. 재첩국을 포장에 담아 상업화한 것도 구입이 가능하다.

## 같이 보기
- 한국 요리
- 미역국
- 해장국
- 찌개